# Капуцинові
Капуцинові, або чіпкохвості мавпи (лат. cebidae) — одна з чотирьох родин мавп Нового Світу, тобто парвряду широконосі (лат. platyrrhini).
Характеризується довгим та часто хватальним хвостом (за включенням короткохвостих сакі).

## Описи окремих видів
Описи окремих видів родини капуцинові:
- Левовий тамарин золотий (вид Leontopithecus rosalia)
- Ревун (рід Alouatta)

## Класифікація
- Родина Cebidae
  - Підродина Cebinae
    - Рід Cebus
      - Cebus albifrons
      - Cebus capucinus
      - Cebus kaapori
      - Cebus olivaceus

    - Рід Sapajus
      - Sapajus apella
      - Sapajus flavius
      - Sapajus libidinosus
      - Sapajus nigritus
      - Sapajus xanthosternos

  - Підродина Saimiriinae
    - Рід Saimiri
      - Saimiri ustus
      - Saimiri vanzolinii
      - Saimiri boliviensis
      - Saimiri oerstedi
      - Saimiri sciureus

### Викопні види
- Підродина Cebinae
  - Рід Acrecebus
    - Acrecebus fraileyi

  - Рід Dolichocebus
    - Dolichocebus gaimanensis

  - Рід Chilecebus
    - Chilecebus carrascoensis

  - Рід Neosaimiri
    - Neosaimiri fieldsi

  - Рід Laventiana
    - Laventiana annectens